# Anangu Pitjantjatjara Yankunytjatjara
Koordinaten: 26° 29′ S, 132° 0′ O

Anangu Pitjantjatjara Yankunytjatjara (APY) ist ein lokales Verwaltungsgebiet (LGA) im australischen Bundesstaat South Australia und trägt den Sonderstatus einer Aboriginal Community, das es gänzlich im Eigentum von Aborigines steht. Das Gebiet ist 102.650 km² groß und hat etwa 2275 Einwohner (2016).
Anangu Pitjantjatjara Yankunytjatjara liegt im äußersten Nordwesten von South Australia etwa 1200 Kilometer nordwestlich von Adelaide und 400 Kilometer nordwestlich von Coober Pedy. Eine weitere, ähnlich große Aboriginal Community, Maralinga Tjarutja, schließt sich südlich an. Das Gebiet beinhaltet 18 Siedlungen: Amata, Fregon, Indulkana, Irintata Homelands, Kalka, Kaltjiti Homelands, Kanpi, Mimili, Murputja, Nyapari, Pipalyatjara, Pukatja (Ernabella), Tjurma Homelands, Turkey Bore, Umuwa, Watarru, Watinuma und Yunyarinyi. Der Verwaltungssitz der Community befindet sich seit 1991 in Umuwa im Nordosten der LGA.

## Geschichte
Das Gebiet um die Grenze zwischen South Australia, Western Australia und Northern Territory liegt tief im australischen Outback im hügeligen Gebiet um die Tomkinson, Mann, Musgrave und Everard Ranges, wo sich auch die meisten Siedlungen befinden. Es wurde von den Aborigines-Stämmen der Pitjantjatjara, Yankunytjatjara und Ngaanyatjarra bewohnt. 1921 etablierte die südaustralische Regierung im Nordwesten ihres Staatsgebiets das North West Aboriginal Reserve. Aber erst in den 1960er Jahren begann die Anerkennung der Rechte der australischen Ureinwohner mit dem Aboriginal Affairs Act im Jahr 1962. Bereits 1966 folgte der Aboriginal Lands Trust Act, der eine treuhändische Verwaltung von Aborigines-Land und anderer Gebiete ermöglichte. Allerdings scheiterte die Einrichtung erst einmal daran, dass es keine beschlussfähige Vertretung des Reservats gab. Erst 1976 initiierten die Ureinwohner den Pitjantjatjara Council, der sich um die Übertragung der Eigentumsrechte an den Stammesgebieten bemühte. Nachdem eine Arbeitsgruppe einen Gesetzesentwurf erarbeitet hatte, der nach einem Regierungswechsel nochmals überarbeitet werden musste, wurde schließlich 1981 der Anangu Pitjantjatjara Yankunytjatjara Land Rights Act durch die südaustralische Legislative verabschiedet. Danach konnte die südaustralische Regierung den Anangu Pitjantjatjara, also dem Stamm der Pitjantjatjara einschließlich der Yungkutatjara (Anangu ist eine Eigenbezeichnung der Aborigines), das Land übereignen und unter die Verwaltung eines von den Ureinwohnern gewählten Rates stellen. Am 30. Oktober 1981 wurde ein großes Gebiet, das neben dem Nord-West-Reservat auch im Osten anschließende Gebiete wie Everard Park, Kenmore Park und Granite Downs umfasst, in die Verantwortung der Aborigines übergeben. Das Land hat eine Fläche von 102.650 km², was etwa 10,4 % der gesamten Staatsfläche entspricht und eine Ausdehnung von etwa 400 km mal 240 km.

## Fauna
Im Jahr 2020 beschloss die Regierung in APY die Population wilder Dromedare um 10.000 Exemplare zu verringern (sogenannte Keulung), da sie inzwischen wegen ihrer Vielzahl, laut Schätzungen etwa eine Million in Australien, das Trinkwasser verseuchen und eine Bedrohung der Tierwelt und der Landschaften Australiens darstellen.

## Verwaltung
Der Executive Board von Anangu Pitjantjatjara Yankunytjatjara hat zehn Mitglieder, die von den Bewohnern der Community gewählt werden. Die LGA ist nicht in Bezirke untergliedert. Aus dem Kreis der Boardmitglieder rekrutiert sich auch der Vorsitzende (Chairperson) des Boards.

## Schutzgebietskonzept
Die Aboriginal Community hat auf ihrem Land große Flächen unter Schutz gestellt, die als sogenannte Indigenous Protected Areas (IPA) verwaltet werden. Sie umfassen 2022 etwa die Hälfte der Gesamtfläche und bestehen aus vier Teilgebieten: Im Nordwesten liegt Kalka-Pipalyatjara, nach den internationalen IUCN Schutzgebietskategorien ein Ressourcenschutzgebiet mit schwachem Schutzstatus. Das Gleiche gilt für das IPA Apara-Makiri-Punti, das an der zentralen Nordgrenze liegt. Im Südwesten erstreckt sich Watarru und an der zentralen Südgrenze liegt ein weiteres großes IPA namens Walalkara, die beide im strengen Sinne eines Nationalparks geschützt werden.